# Cubillas de Cerrato
Cubillas de Cerrato è un comune spagnolo di 78 abitanti situato nella comunità autonoma di Castiglia e León.